# Antofagasta (vùng)

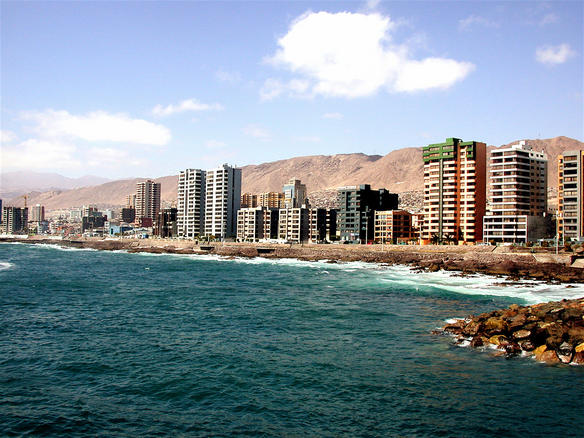
Antofagasta.

Vùng II Antofagasta (tiếng Tây Ban Nha: II Región de Antofagasta) là một trong mười lăm đơn vị hành chính thứ nhất của Chile. Nó bao gồm ba tỉnh, Antofagasta, El Loa và Tocopilla. Phía bắc giáp Tarapacá và Atacama về phía nam và là khu vực lớn thứ hai của Chile. Phía Đông giáp khu Potosí của Bolivia và các tỉnh Jujuy, Salta, Catamarca của Argentina. Thủ đô của vùng là thành phố cảng Antofagasta, một thành phố quan trọng khác là Calama. Hoạt động kinh tế chính là khai thác đồng trong hệ thống đồng thạch khổng lồ nằm ở nội địa.
Khí hậu cực kỳ khô cằn mặc dù hơi dầy hơn gần bờ biển. Lượng mưa trung bình trong Antofagasta chỉ là 1 milimét (0,04 in)  mỗi năm. Từ bờ biển, phía đông đến dải bờ biển Chilê, là phần phía nam-trung tâm của Sa mạc Atacama, sa mạc khô nhất trên thế giới. Xa hơn về phía đông, nó là một phần của vùng sinh thái khô cằn Trung bộ Andes khô. Môi trường xung quanh của thị trấn Yungay bị bỏ hoang được coi là nơi khô nhất trên thế giới,. Gần như tất cả các khu vực không có thực vật, ngoại trừ gần sông Loa hoặc ở các lò oaz như San Pedro de Atacama. Phần lớn nội địa được bao phủ bởi các căn hộ muối, tephra và dung nham. Bờ biển thể hiện những vách đá nổi bật.
Vùng này được dân cư thưa thớt bởi Changos và Atacameño bản địa cho đến khi nhập cư Chile lớn kết hợp với sự bùng nổ muối vào cuối thế kỷ 19. Khu vực từng là người Bolivian cho đến khi Chiến tranh Thái Bình Dương nổ ra vào năm 1879.